# Münzgeschichte des Hauses Sachsen-Weimar (1572–1870)

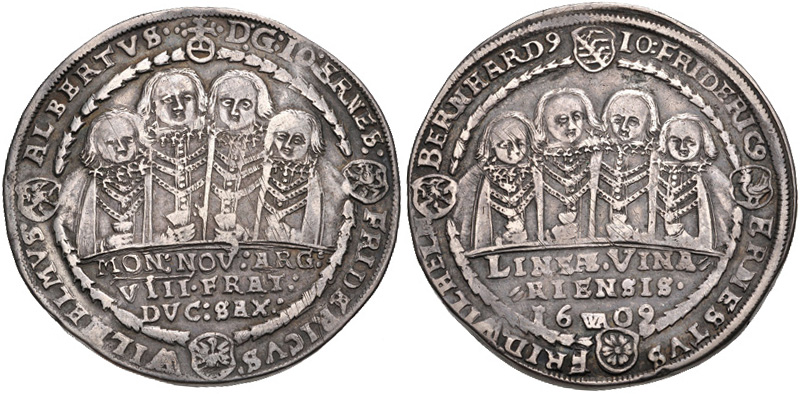
Sachsen-Mittelweimar, Achtbrüdertaler (Reichstaler) von 1609. Die erste Variante zeigt Johann Ernst und seine sieben Brüder in Mänteln

Die Münzgeschichte des Hauses Sachsen-Weimar umfasst die Zeit nach der Erfurter Teilung von 1572 in die Landesteile Sachsen-Coburg-Eisenach und Sachsen-Weimar (Alt-Weimar) bis zur Gründung des Deutschen Reichs. Mit der Einführung der Markwährung im Jahr 1871 endet die eigenständige Münzgeschichte der ernestinischen Herzogtümer. Das neue deutsche Kaiserreich übte im Auftrag seiner Bundesstaaten die Münzhoheit aus.

## Geschichte und Münzgeschichte
Die Bezeichnung der weimarischen Linien und ihre Zeiträume sowie die Regierungszeiten der Herzöge entsprechen den Angaben von Gernot Schnee. (Zur Regierungszeit zählt auch die Zeit der minderjährigen Prinzen unter einem Vormund.)

### Sachsen-Weimar (Alt-Weimar) (1572–1603)
Regenten:
- Johann Wilhelm (1572–1573)

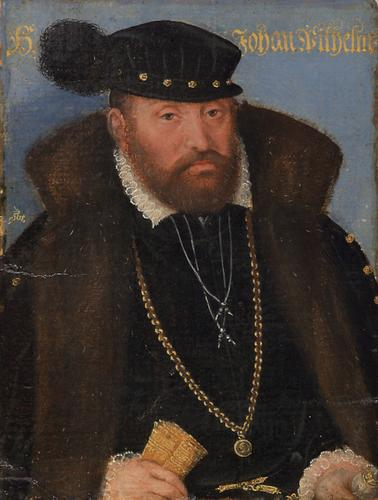
Johann Wilhelm war erster Herzog von Sachsen-Weimar; die ersten Münzherren waren seine beiden minderjährigen Söhne unter der Vormundschaft Kurfürst Augusts.

- Friedrich-Wilhelm und Johann (1573–1603)
- Friedrich-Wilhelm allein (1591–1601)

Die Alleinregierung und Alleinprägung Johann Wilhelms des noch ungeteilten ernestinischen Herzogtums Sachsen war eine Folge der Aktivitäten seines älteren Bruders Johann Friedrichs II. des Mittleren, der sich mit dem Verlust der Kurwürde nicht abfinden konnte und vom Kaiser Maximilian II. am 12. Dezember 1566 geächtet wurde. Die Vollstreckung der Acht übernahm Kurfürst August von Sachsen (siehe Alleinprägung Johann Wilhelms von Sachsen (1567–1572) und Taler auf die Einnahme von Gotha (1567)).
Bereits am 8. Januar 1567 wurde Johann Wilhelm vom Kaiser Maximilian II. die Landesteile seines Bruders zugesprochen. Jedoch erst nach dem Erfurter Teilungsvertrag sind Sachsen-Weimar (Alt-Weimar) und Sachsen-Coburg-Eisenach entstanden. Im Jahr 1573 erfolgte die kaiserliche Bestätigung des Teilungsvertrags. Johann Wilhelm wurde somit erster Herzog von Sachsen-Weimar. Zur Münzprägung des Herzogs im neuen Herzogtum kam es jedoch nicht mehr. Da er bereits am 2. März 1573 kurz nach der Bestätigung verstarb, wurde nicht er, sondern seine beiden Söhne die ersten Münzherren des neuen Fürstentums. Friedrich Wilhelm und Johann, waren beim Tod des Vaters erst elf und drei Jahre alt. Trotz des anders lautenden Testaments wurde der sächsische Kurfürst August (1553–1586) amtierender Vormund der minderjährigen Herzöge. Sein Nachfolger Christian von Sachsen (1586–1591) hob die Vormundschaft 1586 auf, sodass am 30. März 1586 Friedrich Wilhelm die Regierung in Weimar selbständig übernehmen konnte.
Friedrich Wilhelm starb am 17. Juli 1602. Für seine vier minderjährigen Prinzen übernahm sein Bruder Johann gemeinsam mit dem sächsischen Kurfürsten Christian II. (1591/1601–1611) die Vormundschaft.
Am 13. November 1603 wurde der Teilungsvertrag für die Teilung von Alt-Weimar abgeschlossen. Die Nachkommen seines Bruders entschieden sich für das bisher von Johann verwaltete Gebiet um Altenburg. Damit entstand als Herrschaftsgebiet der vier Söhne Friedrich Wilhelms, das Herzogtum Sachsen-Altenburg. Johann erhielt den weimarischen Landesteil (Sachsen-Mittel-Weimar).
- Reichstaler von Sachsen-Alt-Weimar, Münzstätte Saalfeld (Bsp.):

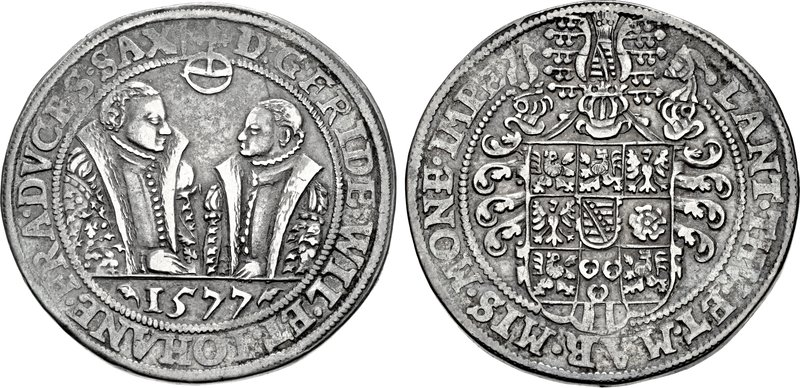
Friedrich Wilhelm und Johann, Reichstaler von 1577
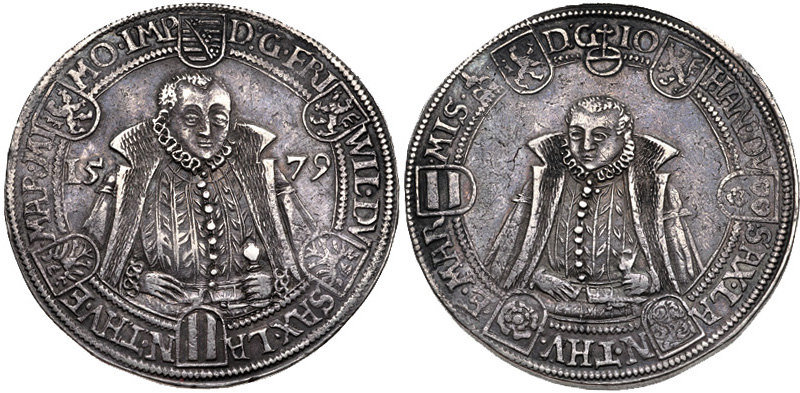
Friedrich Wilhelm und Johann, Reichstaler von 1579
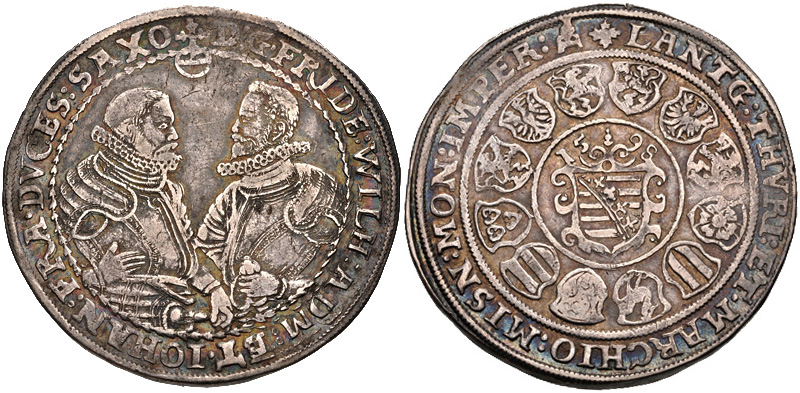
Friedrich Wilhelm und Johann, Reichstaler von 1598. Friedrich Wilhelm war seit 1586 selbständiger Regent.
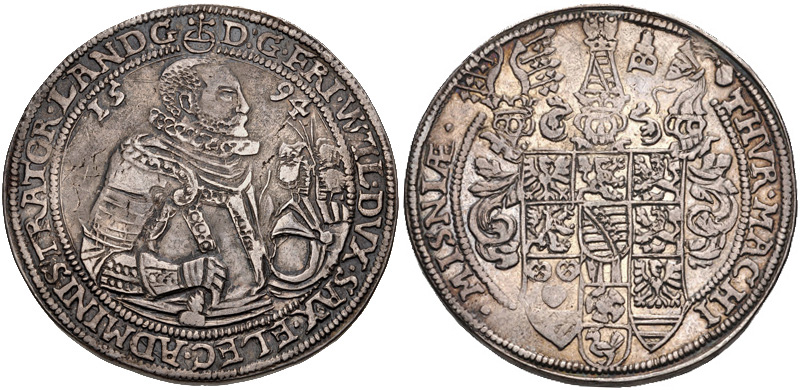
Friedrich Wilhelm allein, Reichstaler von 1594

Die Reichstaler der Herzöge Friedrich Wilhelm und Johann (1573–1603) wurden nach kursächsischem Vorbild geprägt (Nominale siehe Sächsische Münzgeschichte#Prägung nach dem Reichsmünzfuß). Die Münzmeister in Saalfeld waren Hans Gruber (1571–1578) und Gregor Bechstädt (1578–1603).
- Talermünzen sind u. a. Dickdoppeltaler, Zwitterdickdoppeltaler, Taler, Halbtaler und Vierteltaler.[6]

### Sachsen-Mittel-Weimar (1603–1640)
Regenten:
- Johann (1603–1605)

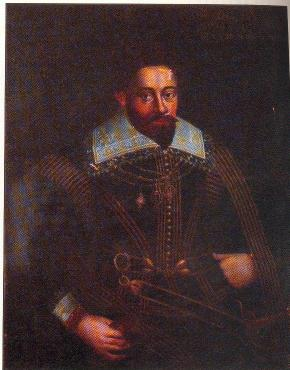
Herzog Johann erhielt bei der Erbteilung den weimarischen Landesteil (Sachse-Mittel-Weimar)

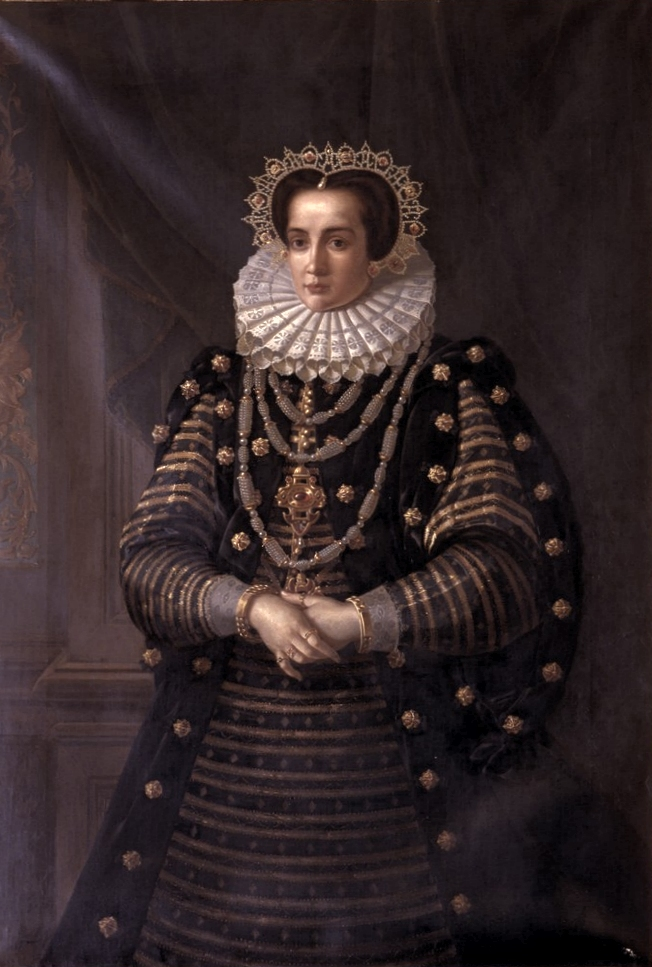
Dorothea Maria, Herzogin von Sachsen-Weimar, hatte von 1594 bis 1604 elf Prinzen geboren, von denen acht nach Johanns Tod (1605) am Leben waren. (Gemälde 19. Jahrhundert)

- Johann Ernst und seine sieben Brüder (1605–1619) – Friedrich, Wilhelm, Albrecht, Johann Friedrich, Ernst, Friedrich Wilhelm und Bernhard
- Johann Ernst und seine sechs Brüder (1619–1622) – Friedrich, Wilhelm, Albrecht, Johann Friedrich, Ernst und Bernhard
- Johann Ernst und seine fünf Brüder (1622–1626) – Wilhelm, Albrecht, Johann Friedrich, Ernst und Bernhard
- Wilhelm und seine vier Brüder (1626–1628) – Albrecht, Johann Friedrich, Ernst und Bernhard
- Wilhelm und seine drei Brüder (1628–1639) – Albrecht, Ernst und Bernhard
- Bernhard († 1639)
- Wilhelm und seine zwei Brüder (1639–1640) – Albrecht und Ernst

Herzog Johann hatte bei der Erbteilung 1603 den weimarischen Landesteil erhalten. Das verkleinerte Gebiet wurde als Mittel-Weimar bezeichnet. Von den vier ernestinischen Fürstentümern starben Sachsen-Coburg, Sachsen-Eisenach und Sachsen-Altenburg noch im Verlauf des 17. Jahrhunderts aus, sodass Johann und seine Gemahlin Dorothea Maria von Anhalt zu den Stammeltern aller nachfolgenden ernestinischen Linien wurde.
Als Johann im Jahr 1605 in Weimar starb hinterließ er acht Söhne: Johann Ernst (geb. 1594), Friedrich (geb. 1596), Wilhelm (geb. 1598), Albrecht (geb. 1599), Johann Friedrich (geb. 1600), Ernst (geb. 1601), Friedrich Wilhelm (geb. 1603) und Bernhard (geb. 1604). Als Vormund für die acht minderjährigen Söhne wurde vom Kaiser Kurfürsten Christian II. bestimmt, der auch schon Vormund der altenburgischen Prinzen war. Nach seinem Tod im Jahr 1611 übernahm Kurfürsten Johann Georg I. (1611–1656) die Vormundschaft.
Am 15. November 1617 erhielt Johann Ernst, der die Volljährigkeit erreicht hatte, für sich und seine Brüder vom Kaiser die Reichslehen. Seit 1619 nutzte er die Kreismünzstätte Saalfeld nicht mehr und ließ in eigenen Münzstätten die Münzen für Sachsen-Weimar prägen. Mit dem Tod von Friedrich Wilhelm im Jahr 1619 endete auch die Prägung der Achtbrüdertaler.
Herzog Wilhelm sicherte sich die Regierung mit einem am 19. März 1629 geschlossenen Vertrag, wonach in Weimar der älteste Bruder das Direktorium führen sollte. Die Regelung blieb bis zur Einführung der der Primogenitur im Jahr 1724 bestehen.
Im Jahr 1640 kam es zu einer Erbteilung zwischen den verbliebenen drei Brüdern. Wilhelm erhielt Neu-Weimar, Albrecht Sachsen-Eisenach und Ernst Sachsen-Gotha.
- Reichstaler von Sachsen-Mittelweimar (Bsp.):

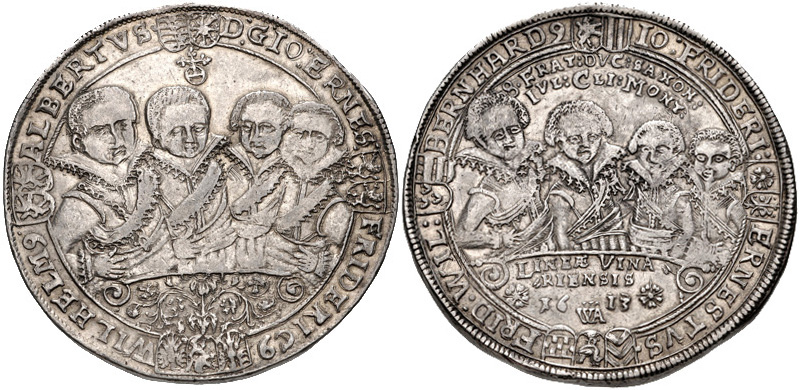
Achtbrüdertaler von 1613; Johann Ernst und seine sieben Brüder im Harnisch, Rückseite mit Chronogramm, Münzstätte Saalfeld
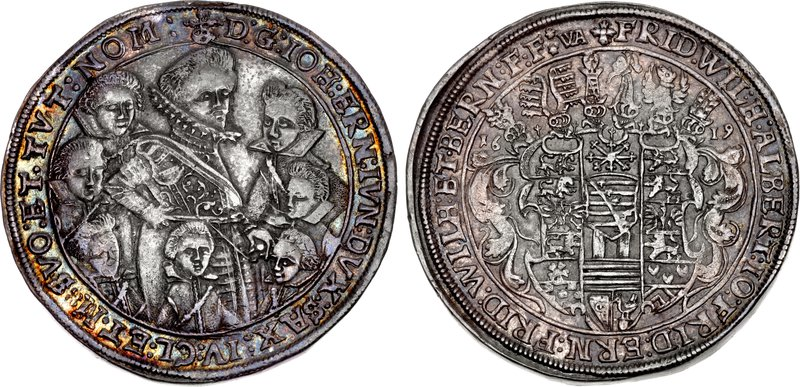
Achtbrüdertaler von 1619; Johann Ernst und seine sieben Brüder auf der Vorderseite, Münzstätte Saalfeld
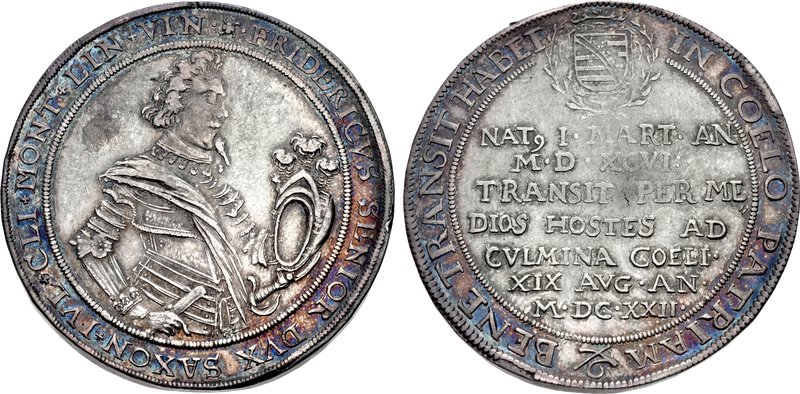
Johann Ernst und seine sechs Brüder, Sterbetaler Friedrichs von 1622, Münzstätte Saalfeld
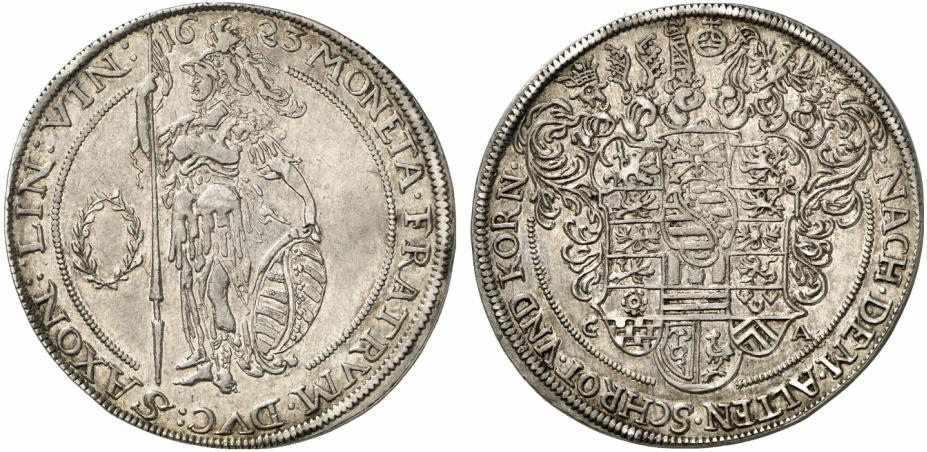
Johann Ernst und seine fünf Brüder, Pallastaler von 1623, Münzstätte Weimar
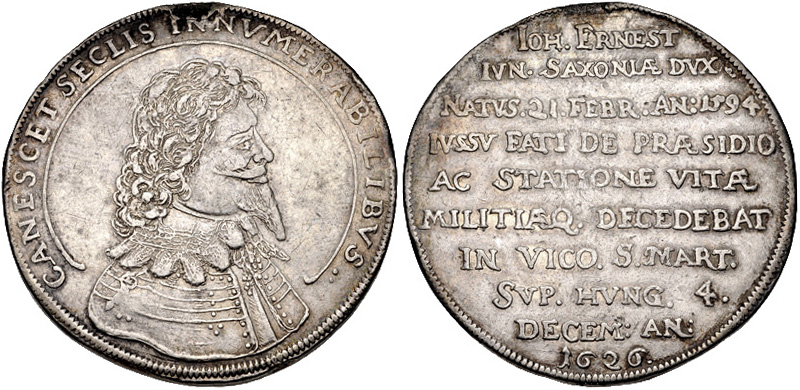
Wilhelm und seine vier Brüder, Sterbetaler für Johann Ernst von 1626

Die Reichstaler wurden nach kursächsischem Vorbild geprägt. Die Münzmeister in Saalfeld waren: Wolf Albrecht (1604–1619), Cyriakus von Lehr (1619–1620) und in Weimar Gabriel Andrae (1620–1632).
- Talermünzen sind u. a. Dickdoppeltaler, Taler, Halbtaler und Vierteltaler. Außerdem wurden Schreckenberger, Goldgulden und Kippermünzen geprägt.[10]

### Hauptlinie Sachsen-Weimar
Nach Gernot Schnee:
- Sachsen-Neu-Weimar (1640–1672)

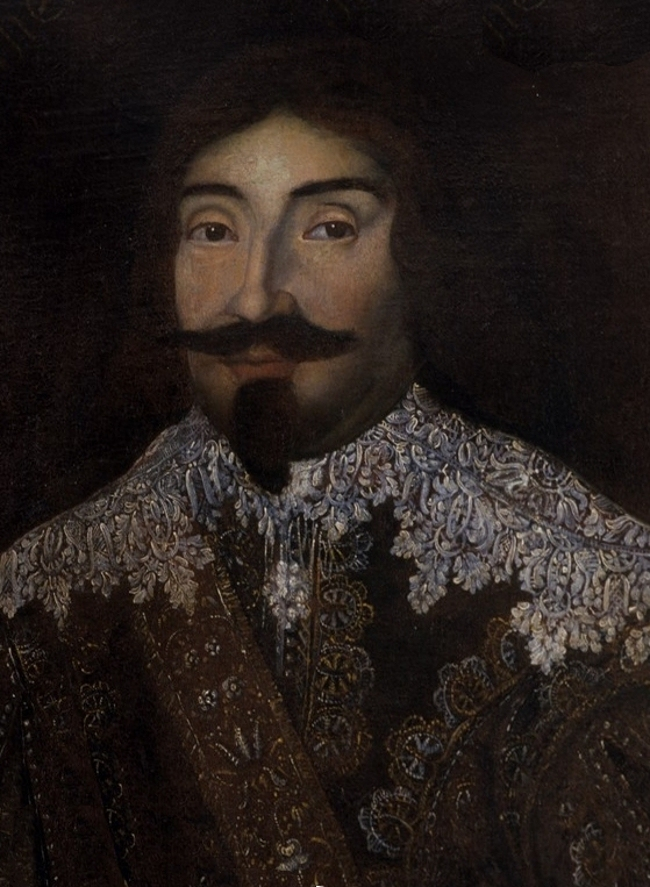
Herzog Wilhelm (1640–1662) stiftete die Hauptlinie zu Sachsen-Weimar.

- Sonderlinie zu Sachsen-Weimar (1672–1741)
- Sachsen-Weimar-Eisenach (1741–1918)

Regenten:
- Wilhelm (1640–1662)
- Johann Ernst (1662–1683)
- Wilhelm Ernst (1683–1728)
- Ernst August (1728–1748)
- Ernst August Constantin (1748–1758)
- Carl August (1758–1828)
- Anna Amalie als Regentin (1758–1775)
- Carl Friedrich (1828–1853)
- Carl Alexander (1853–1901)
- Wilhelm Ernst (1901–1918) war Regent im Deutschen Kaiserreich (kein Münzherr).

Die bedeutendste Landesteilung wurde zwischen den Herzögen Wilhelm und Ernst dem Frommen in Erbvertrag vom 21. September 1641 festgelegt. Die beiden Herzöge stifteten die Hauptlinien Sachsen-Weimar und Sachsen-Gotha. Nach Wilhelms Tod im Jahr 1662 zerfiel die weimarische Linie in drei Linien zu Weimar, Eisenach und Jena. Die Jenaer Linie erlosch bereits 1690 und die Eisenacher 1741. Nach dem Anfall des Fürstentums Eisenach im Jahr 1741 entstand Sachsen-Weimar-Eisenach.

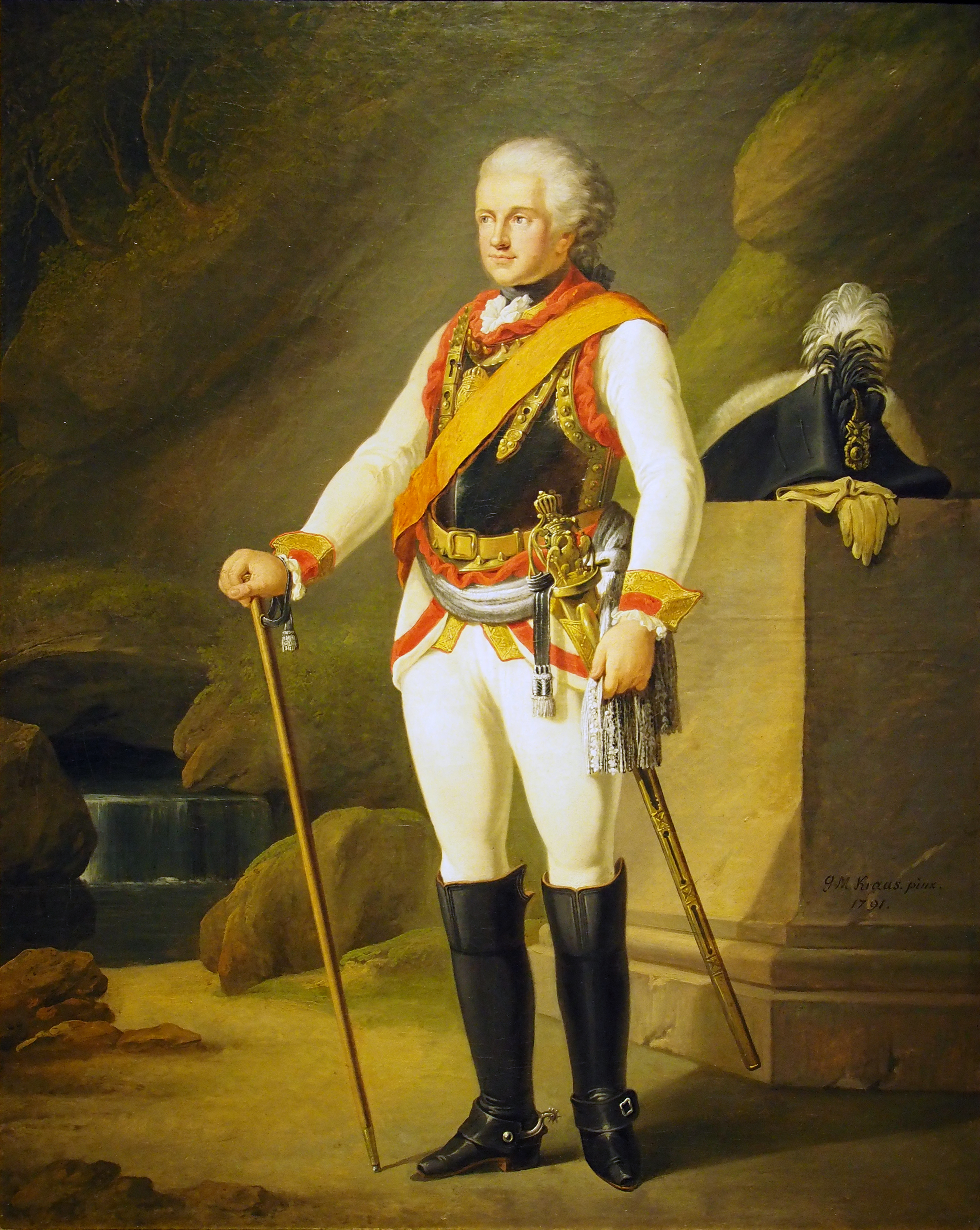
Carl August als preußischer General

Den Titel Großherzog erlangte Carl August am 21. April 1815. Er kämpfte 1806 als preußischer General gegen Napoleon I. In der Wiener Kongressakte vom 9. Juni 1815 erhielt er als Kriegsentschädigung vom Königreich Sachsen den größten Teil des Neustädter Kreises mit den Ämtern Neustadt und Weida. Außerdem noch kleinere Gebiete von Fulda, Kurhessen und Kurmainz. Als erster deutscher Fürst gab er am 5. Mai 1816 seinem Land eine freisinnige Verfassung. Sachsen-Weimar-Eisenach musste sich dennoch den Bundesbeschlüssen anschließen. Das führte in Weimar 1848 zu einer revolutionären Erhebung, für die Carl Friedrich Verständnis zeigte. Die Verfassung von 1816 wurde mit dem Grundgesetz vom 15. März 1850 revidiert. Großherzog Carl Alexander trat am 18. August 1866 den Norddeutschen Bund bei und schloss am 22. Februar 1867 eine Militärkonvention mit dem Königreich Preußen. Im Deutschen Reich bestand Sachsen-Weimar-Eisenach bis 1918.
- Talermünzen der Hauptlinie Sachsen-Weimar (Bsp.):

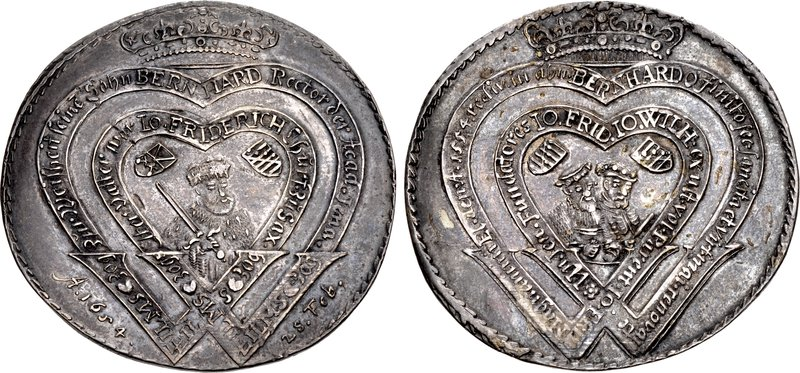
Wilhelm IV., halber Reichstaler von 1654, zum Gedenken an die Übernahme des Rektorats der Universität Jena durch Bernhard von Sachsen-Weimar
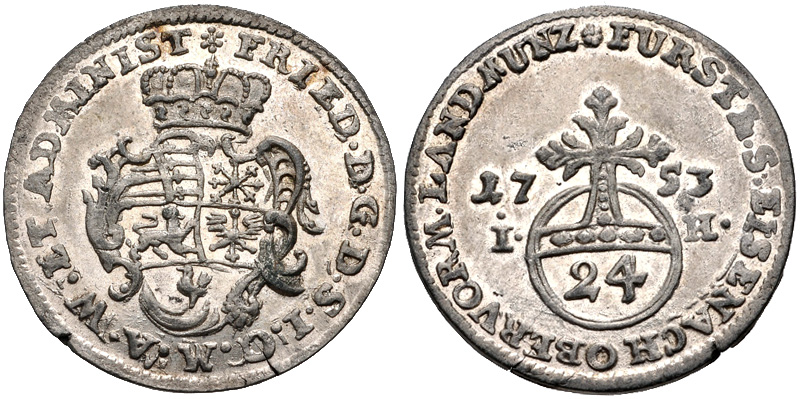
Ernst August Constantin mit Friedrich III. von Sachsen-Gotha-Altenburg als Regent, Groschen 1753, Münzstätte Eisenach
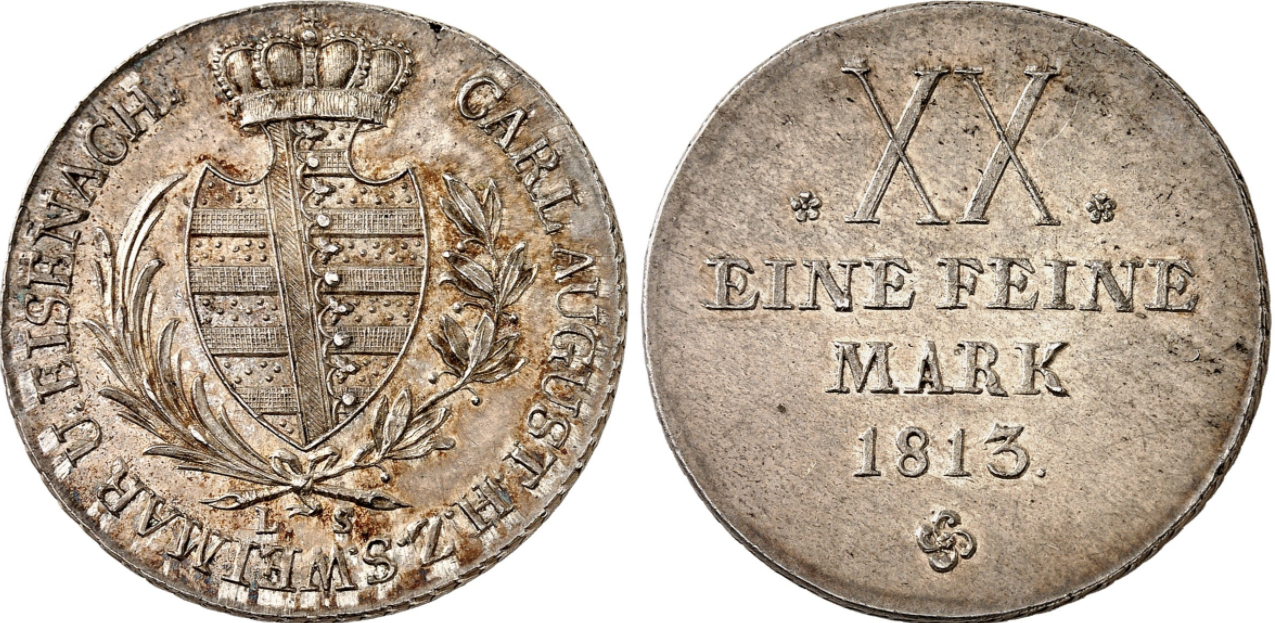
Carl August, Gulden von 1813 nach dem Konventionsmünzfuß (XX / EINE FEINE / MARK), Mmz. L. S.
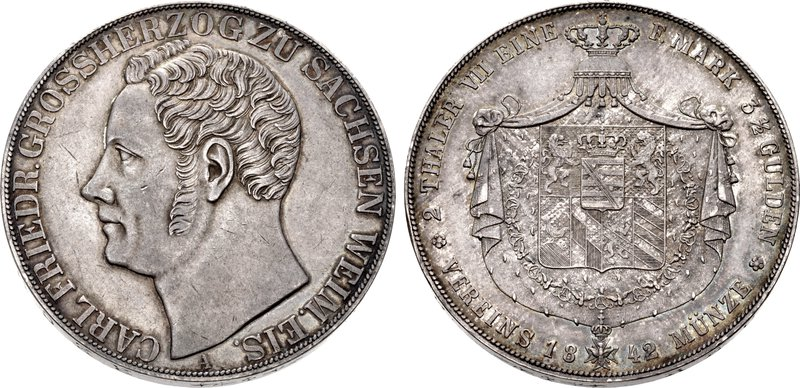
Carl Friedrich, Doppeltaler von 1842, Mzz. A, nach dem 14-Taler-Fuß (2 THALER VII EINE F: MARK 3½ GULDEN VEREINSMÜNZE)
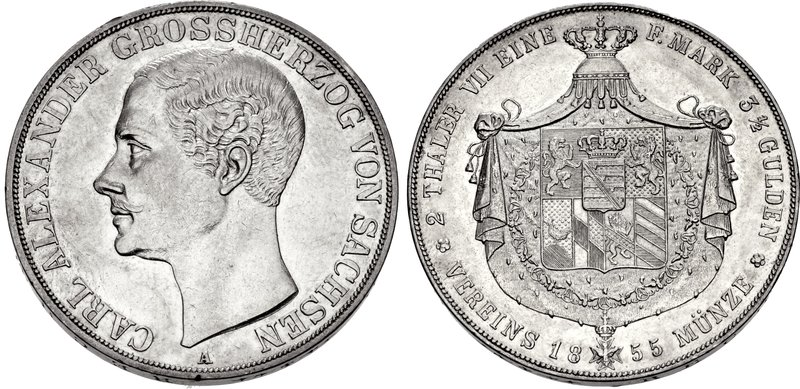
Carl Alexander, Doppeltaler von 1855, Mmz. A, nach dem 14-Taler-Fuß (2 THALER VII EINE F: MARK 3½ GULDEN VEREINSMÜNZE)

Münzstätten ab 1800:

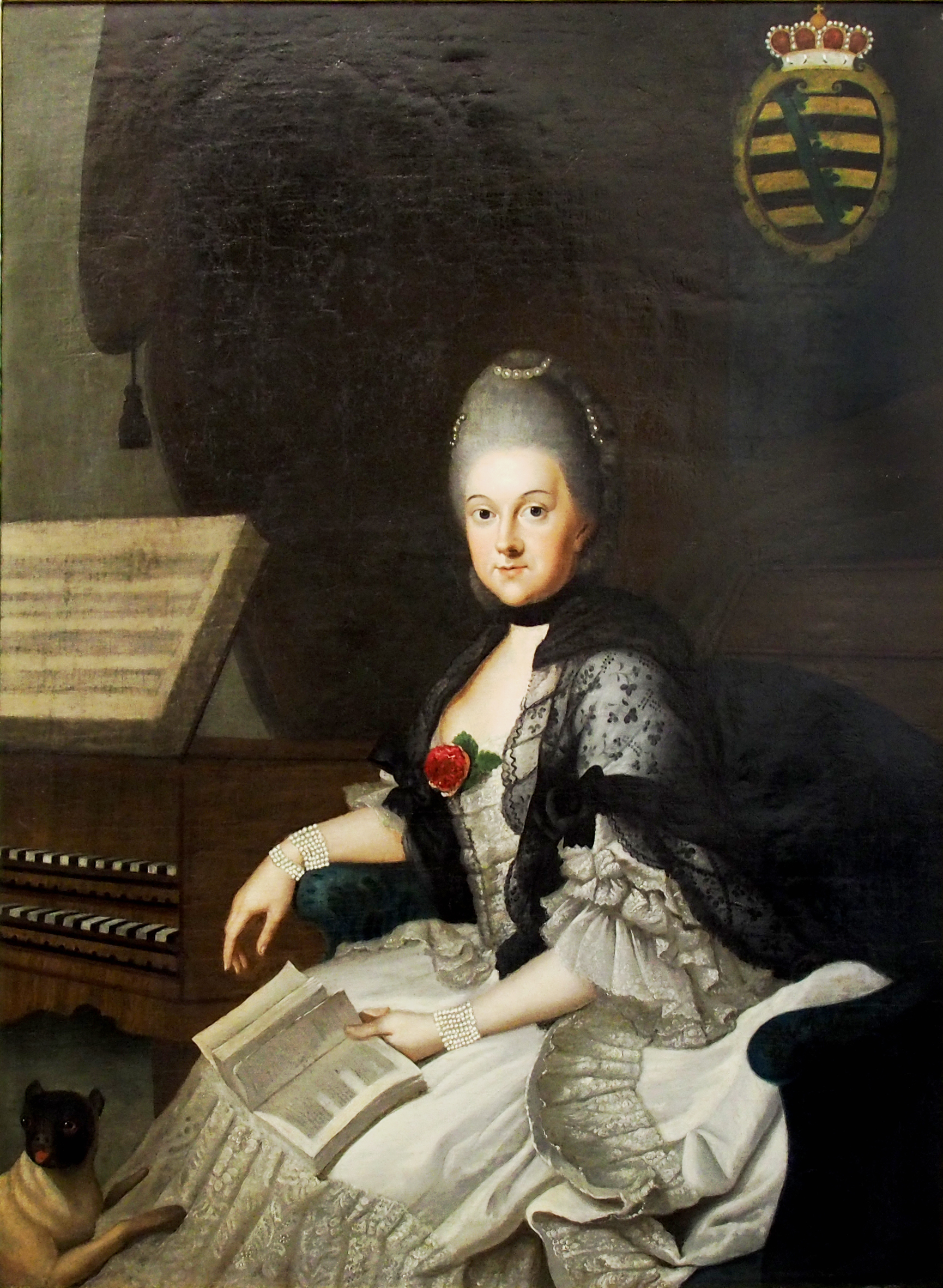
Herzogin Anna Amalia übernahm von 1758 bis 1775 für ihren Sohn Carl August die Vormundschaft.

- Eisenach mit Mmz. J. L. ST. / L. S. / ST = Johann Leonard Stockmar (1790–1835)
- Münzstätte Berlin 1840–1815 mit Mzz. A[13]

Seit 1763 ließ Herzogin Anna Amalie, die von 1758 bis 1775 für ihren Sohn Carl August die Vormundschaft übernahm, nach dem Konventionsmünzfuß prägen.
- 1 Speciestaler = 32 Groschen = 384 Pfennige, 10 Specistaler = eine feine Mark

Seit dem Anschluss an die Dresdner Münzkonvention vom 30. Juli 1838 wurde im Großherzogtum nach dem 14-Taler-Fuß geprägt.
- 1 Taler = 30 Silbergroschen = 360 Pfennige
- 7 Doppeltaler = 14 Taler = eine feine Mark

Nach dem Wiener Münzvertrag vom 24. Januar 1857 wurde im 30-Taler-Fuß geprägt. Aus dem Zollpfund zu 500 g wurden 30 Taler ausgeprägt.